# Fakultativ
Fakultativ är ett uttryck som betyder valfri och förekommer i flera biologiska termer. Motsatsen är obligat. Ett exempel är fakultativ mutualism när arter gynnas av samarbetet över artgränserna men även kan leva utan varandra, medan obligat mutualism betyder att arterna är beroende av varandras närvaro. En bakterie kallas fakultativ anaerob när den både har möjlighet att leva aerobt, genom respiration vid närvaro av syre, och anaerobt, genom jäsning vid frånvaro av syre.